# Màlaia Sosnovka
Màlaia Sosnovka (en rus: Малая Сосновка) és un poble del krai de Perm, a Rússia, que en el cens del 2010 tenia 35 habitants.